# Tina (Misuri)
Tina es una villa situada en el condado de Carroll, Misuri, Estados Unidos. Tiene una población estimada, a mediados de 2022, de 137 habitantes.

## Geografía
La localidad está ubicada en las coordenadas 39°32′16″N 93°26′29″O / 39.53778, -93.44139. Según la Oficina del Censo de los Estados Unidos, tiene una superficie de 0.83 km², correspondientes en su totalidad a tierra firme.

## Demografía
Según el censo de 2020, en ese momento había 139 personas residiendo en la localidad. La densidad de población era de 167.47 hab./km². El 96.40% de los habitantes eran blancos, el 0.72% era asiático y el 2.88% eran de una mezcla de razas. Del total de la población el 2.16% eran hispanos o latinos de cualquier raza.